# 献上品
献上品（けんじょうひん）とは、身分の高い人への贈り物。現在の日本では主に皇室に献上される品を指す。宮内庁長官官房総務課が担当する。

## 概要
食品・日用品以外では工芸品・美術品が連想されがちだが、それに限らず、たとえば京都御所の御内庭の「樹木、自然石、灯籠などの多くは、献上品で」ある。
なお、宣伝・パッケージなどに「皇室献上品」と銘打った商品が見られるが、これらは御用達と同様に表示制度としては存在しない。
また、献上物（けんじょうもの）という場合、江戸時代に将軍から朝廷に献じた物、あるいは各藩主から将軍に献じた物を指すことが多い。
戦後の地方巡幸途上における献上は、1949年（昭和24年）4月1日、内閣が政府関係部局に発出した通達により、地方巡幸の御趣旨からして「差し控えること」が示されている。
1929年（昭和4年）12月には、献上品取扱内規が定められ、これに沿った運用がなされていたが、1955年（昭和30年）3月1日、同内規が改正。主として産業・文化推奨の趣旨に添うものに限ることが定められた。なお、親族からの内献や外国交際のための儀礼上のものは除かれることとされている。